# Ranoidea
A Ranoidea a kétéltűek (Amphibia) osztályába a békák (Anura) rendjébe, a Pelodryadidae családjába, azon belül a Pelodryadinae alcsaládba tartozó nem.

## Taxonómiai helyzete
A nembe tartozó fajok korábban az akkor még parafiletikus csoportnak vélt Litoria nembe tartoztak, közülük korábban sok a még nagyobb Hyla nem tagja volt. 2016-ban William Edward Duellman és munkatársai a Litoria nemet több nemre bontották. Ugyanakkor Duellmann és munkatársai által levont rendszertani és taxonómiai következtetéseket óvatosan kell kezelni, mivel az elemzésben használt egyedek 78,9%-a (397/503) esetében a használt 19 gének kevesebb mint a feléről állt rendelkezésre génszekvencia. A hiányzó adatok problémásak lehetnek a filogenetikus analízisben (pl.:) és téves rendszertani következtetések levonására vezethetnek. (pl.:). A jelenleg a Ranoidea nemben található fajok korábban a Dryopsophus nemben voltak. Ezeket a változásokat még csak korlátozottan ismerik el, és az AmphibiaWeb továbbra is a szélesebb értelemben vett Litoria nemet alkalmazza. Az AmphibiaWeb jegyzi a Cyclorana nemet is, ami miatt a Ranoidea parafiletikus csoportot alkot, így alnemként kezelhető.
Némi vitára ad okot az is, hogy Duellmann és munkatársai szerint a Pelodryadinae alcsalád a Pelodryadidae család tagja, amint az az Amphibian Species of the World rendszere szerint látható, míg az AmphibiaWeb szerint a levelibéka-félék (Hylidae) tagja.

## Rendszerezés
A nembe az alábbi fajok tartoznak.
- "Ranoidea papua" (Van Kampen, 1909)
- Ranoidea alboguttata (Günther, 1867)
- Ranoidea andiirrmalin (McDonald, 1997)
- Ranoidea aruensis (Horst, 1883)
- Ranoidea auae (Menzies & Tyler, 2004)
- Arany levelibéka (Ranoidea aurea) (Lesson, 1829)
- Ranoidea australis (Gray, 1842)
- Ranoidea barringtonensis (Copland, 1957)
- Ranoidea becki (Loveridge, 1945)
- Ranoidea bella (McDonald, Rowley, Richards & Frankham, 2016)
- Ranoidea booroolongensis (Moore, 1961)
- Ranoidea brevipes (Peters, 1871)
- Ranoidea brongersmai (Loveridge, 1945)
- Ranoidea bulmeri (Tyler, 1968)
- Kék levelibéka (Ranoidea caerulea) (White, 1790)
- Ranoidea callista (Kraus, 2013)
- Ranoidea cavernicola (Tyler & Davies, 1979)
- Ranoidea chloris (Boulenger, 1892)
- Ranoidea citropa (Péron, 1807)
- Ranoidea cryptotis (Tyler & Martin, 1977)
- Ranoidea cultripes (Parker, 1940)
- Ranoidea cyclorhynchus (Boulenger, 1882)
- Ranoidea dahlii (Boulenger, 1896)
- Ranoidea daviesae (Mahony, Knowles, Foster & Donnellan, 2001)
- Ranoidea dayi (Günther, 1897)
- Ranoidea dorsivena (Tyler, 1968)
- Ranoidea elkeae (Günther & Richards, 2000)
- Ranoidea eschata (Kraus & Allison, 2009)
- Ranoidea eucnemis (Lönnberg, 1900)
- Ranoidea exophthalmia (Tyler, Davies & Aplin, 1986)
- Ranoidea fuscula (Oliver & Richards, 2007)
- Ranoidea genimaculata (Horst, 1883)
- Ranoidea gilleni (Spencer, 1896)
- Ranoidea gracilenta (Peters, 1869)
- Ranoidea impura (Peters & Doria, 1878)
- Ranoidea jungguy (Donnellan & Mahony, 2004)
- Ranoidea kroombitensis (Hoskin, Hines, Meyer, Clarke & Cunningham, 2013)
- Ranoidea kumae (Menzies & Tyler, 2004)
- Ranoidea lesueuri (Duméril & Bibron, 1841)
- Ranoidea longipes (Tyler & Martin, 1977)
- Ranoidea lorica (Davies & McDonald, 1979)
- Ranoidea macki (Richards, 2001)
- Ranoidea maculosa (Tyler & Martin, 1977)
- Ranoidea maini (Tyler & Martin, 1977)
- Ranoidea manya (Van Beurden & McDonald, 1980)
- Ranoidea moorei (Copland, 1957)
- Ranoidea myola (Hoskin, 2007)
- Ranoidea nannotis (Andersson, 1916)
- Ranoidea napaea (Tyler, 1968)
- Ranoidea novaehollandiae (Steindachner, 1867)
- Ranoidea nudidigita (Copland, 1963)
- Ranoidea nyakalensis (Liem, 1974)
- Ranoidea occidentalis (Anstis, Price, Roberts, Catalano, Hines, Doughty & Donnellan, 2016)
- Ranoidea pearsoniana (Copland, 1961)
- Ranoidea phyllochroa (Günther, 1863)
- Ranoidea piperata (Tyler & Davies, 1985)
- Ranoidea platycephala (Günther, 1873)
- Ranoidea pratti (Boulenger, 1911)
- Ranoidea raniformis (Keferstein, 1867)
- Ranoidea rara (Günther & Richards, 2005)
- Ranoidea rheocola (Liem, 1974)
- Ranoidea rivicola (Günther & Richards, 2005)
- Ranoidea robinsonae (Oliver, Stuart-Fox & Richards, 2008)
- Ranoidea rueppelli (Boettger, 1895)
- Ranoidea serrata (Andersson, 1916)
- Ranoidea spenceri (Dubois, 1984)
- Ranoidea spinifera (Tyler, 1968)
- Ranoidea splendida (Tyler, Davies, & Martin, 1977)
- Ranoidea subglandulosa (Tyler & Anstis, 1983)
- Ranoidea vagitus (Tyler, Davies & Martin, 1981)
- Ranoidea verrucosa (Tyler & Martin, 1977)
- Ranoidea wilcoxii (Günther, 1864)
- Ranoidea xanthomera (Davies, McDonald & Adams, 1986)